# حسن ملکشاهی (سیاست‌مدار)
حسن ملکشاهی سیاست‌مدار ایرانی بود، که در دوره بیست و چهارم مجلس شورای ملی بعنوان نماینده ایلام از استان ایلام در مجلس شورای ملی حضور داشت.